# Jess & James
Jess & James (ook wel Jess and James) was een Belgisch soulduo dat met hun begeleidingsband, de J.J. Band, vooral populair was aan het eind van de jaren zestig.

## Geschiedenis
Jess & James waren de artiestennamen van de Portugese broers Fernando en Antonio Lameirinhas. Fernando werd in 1944 en Antonio in 1947 in Portugal geboren. Van kindsbeen af waren ze gefascineerd door muziek, maar in het Portugal van dictator Salazar was er geen geld voor muziekles. 
Dat veranderde toen het gezin Lameirinhas naar België verhuisde en in Charleroi ging wonen. Fernando ging er in een marmerbedrijf werken en kocht met het geld dat hij daar verdiende een gitaar, waarmee hij naar de muziekacademie kon. Antonio leerde dan weer onder invloed van zijn broer de basgitaar bespelen.
Aan het begin van de jaren zestig richtten ze hun eerste groep op: The Robots, een typische gitaargroep zoals de toentertijd bijzonder populaire bands The Shadows en The Spotnicks. Na de komst van The Beatles en The Rolling Stones ging hun voorkeur echter meer uit naar de beatmuziek. Wanneer de broers naar Brussel verhuisden, maakten ze kennis met de Amerikaanse soul van Otis Redding en Wilson Pickett. Deze muziek beïnvloedde hen zo dat ze voortaan als soulgroep door het leven gingen. Roland Kluger (de zoon van Jacques Kluger) werd hun manager, de naam van de groep werd Jess & James en de begeleidende JJ Band, met blazers en percussie, werd samengesteld. Leden van de band waren onder meer Ralph Benatar en Garcia Morales.
Jess & James traden vaak op in de kleine club Les Cousins te Brussel, waar eerder al de Belgische rock-'n-rollband The Cousins ontdekt was. Hier hoorde zanger Jimmy Frey hen voor het eerst, waarop hij de J.J. Band vroeg hem te begeleiden op zijn nummers Zo mooi, zo blond en zo alleen en Rozen voor Sandra.
Jess & James hadden één hit: Move uit 1967. Het nummer bereikte de tipparade. In heel Europa was de single een succes. Het nummer werd in 1984 gecoverd door The Trammps en stond drie weken in de top 40. (In 1968 vergaarde Something For Nothing ook nog wel enig succes) Het succes van Jess & James was van korte duur: weldra ging de J.J. Band zijn eigen weg, om eigen werk uit te brengen en samen te werken met artiesten als Francis Goya en Bruno Castellucci. Hun nummer Changing Face uit 1971 werd gesampled door rappers als O.C. en Raekwon. De broers probeerden nog wel nieuw werk uit te brengen, maar een dergelijk succes als Move bleef uit.

## Jess & James
- Elpeediscografie:
  - Move (Palette, 1968)
  - Revolution, Evolution, Change (Palette, 1968)
  - Jess & James (Palette, 1969)

## The J.J. Band
- Leden:
  - Leslie Kent
  - Yvan de Souter
  - Francis Goya
  - Bruno Castelluci
  - Douglas Lucas
  - Garcia Moralez
  - Ralph Benatar
- Elpeediscografie:
  - The J.J. Band (opgenomen in 1970 en uitgebracht in 1972 op Polydor)
  - J.J. Band (CBS, 1971)

## Solocarrière
Fernando Lameirinhas heeft in de jaren negentig in Nederland een solocarrière opgebouwd en werd bij het grotere publiek bekend met de hit 'Abraça-me' (Omarm mij), waar de Zeeuwse band BLØF in meespeelde. Op dezelfde cd 'O Destino' (de lotsbestemming), drijft Fernando Lameirinhas ook op een milde manier de spot met de Nederlanders, in het nummer 'Os Holandeses'.
Van 1975 t/m 1988 speelden de broers Lameirhinas samen in de succesvolle Nederlandse Latin-getinte band Sail-Joia.
Daarna begon Fernando met de band "Fernando's Ginga, zijn broer was daar ook weer bij.
Ook tegenwoordig spelen ze nog steeds samen.